# Wattestäbchen

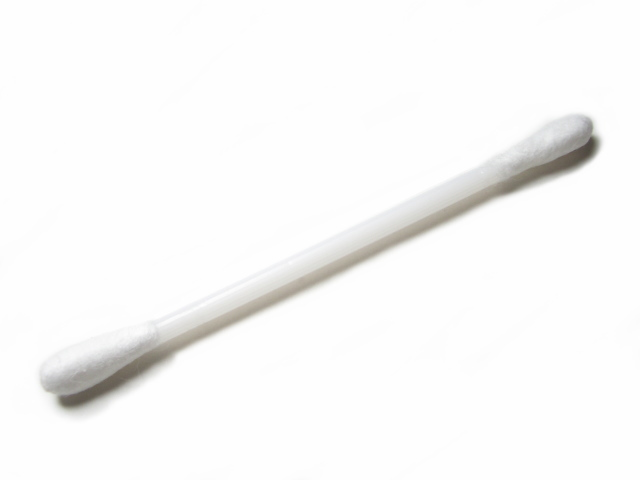
Handelsübliches Wattestäbchen

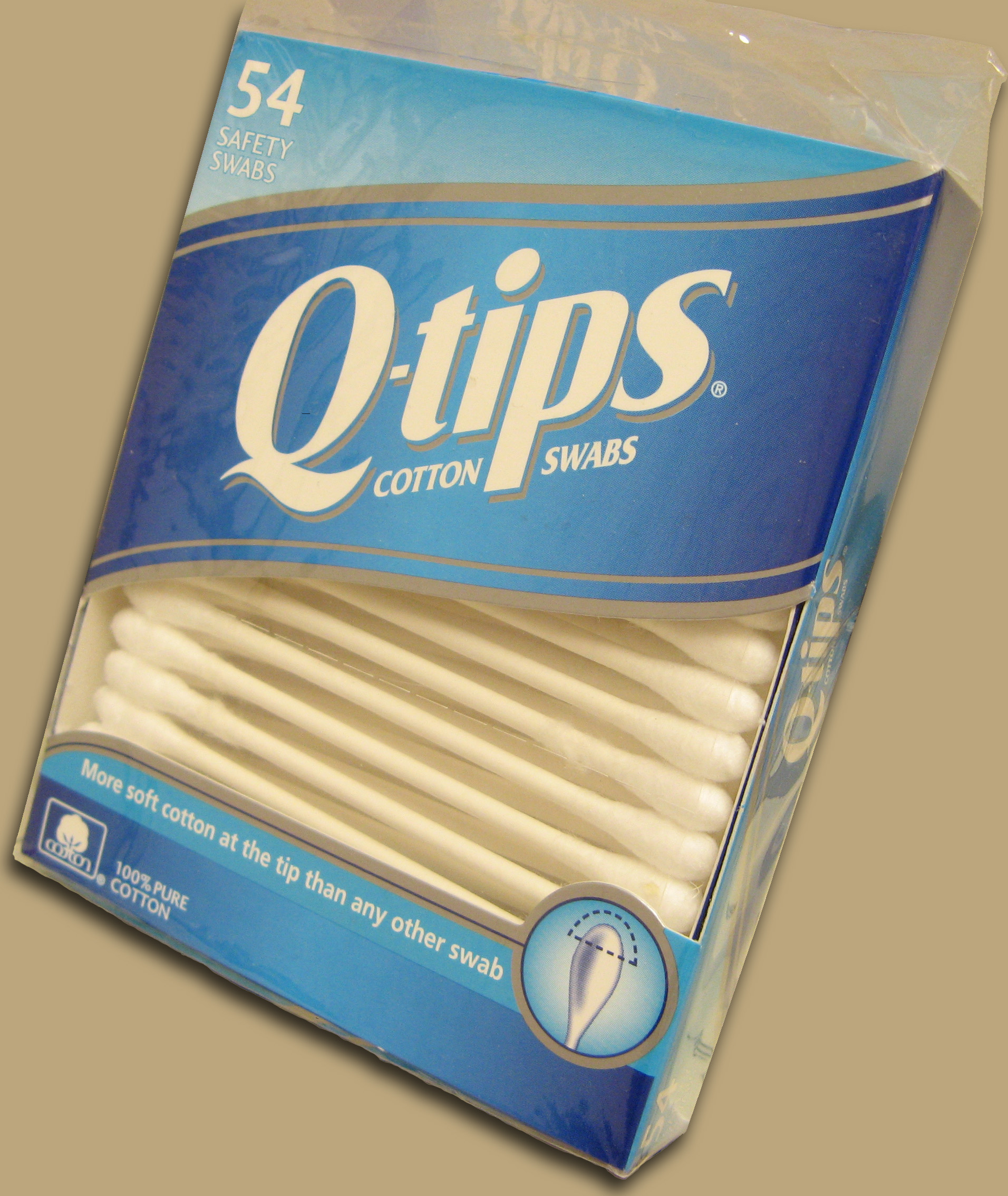
Eine Packung Q-tips aus den USA

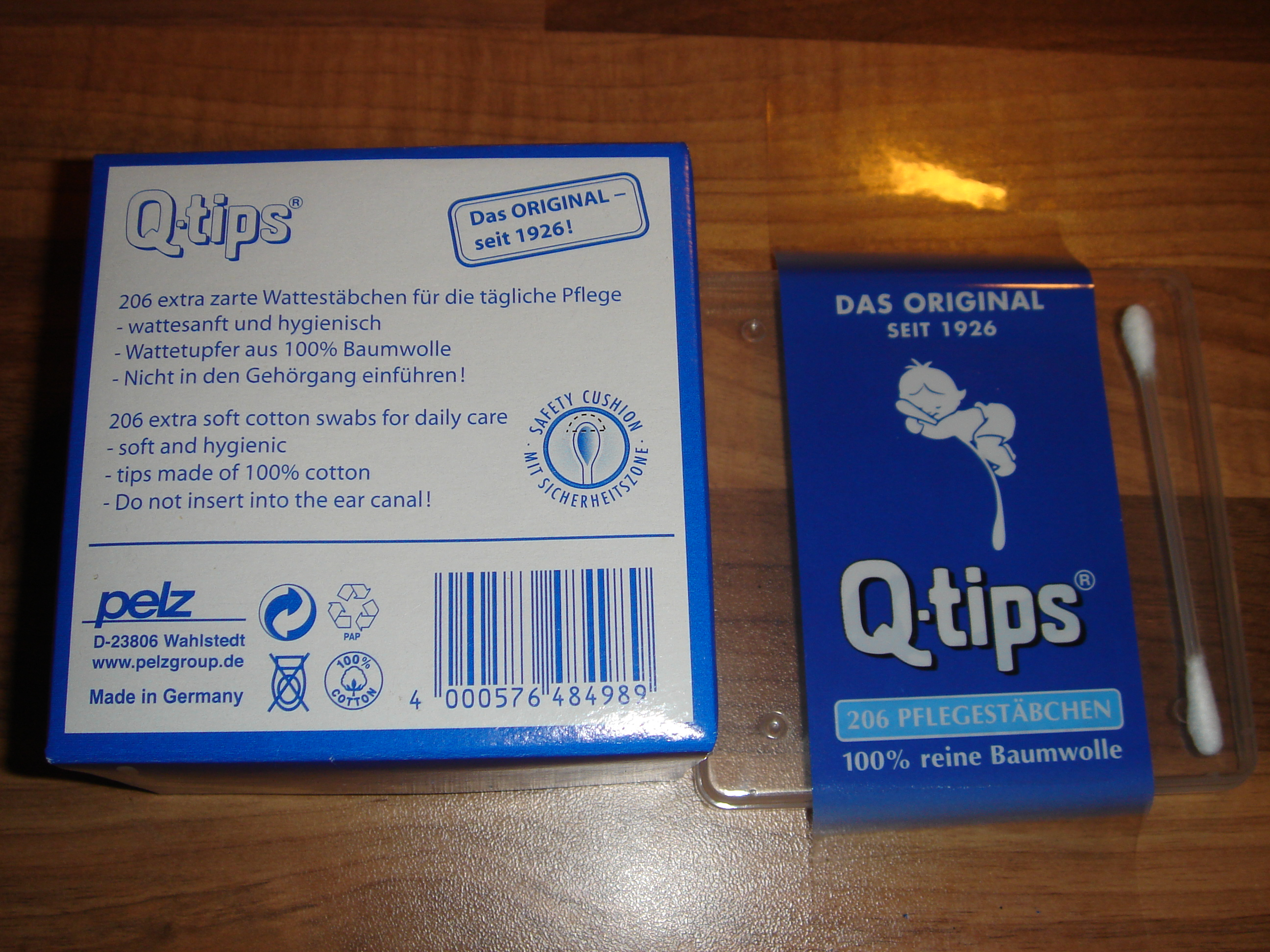
Deutsche Packung Q-tips

Ein Wattestäbchen ist ein etwa sieben Zentimeter langes Stäbchen, dessen eines Ende oder beide Enden mit Watte umwickelt sind. Verwendet wird es beispielsweise in der Kosmetik zum Schminken, in der technischen Reinigung oder in der Medizin für Abstriche.

## Geschichte und Konstruktion
Seit 1926 werden die Wattestäbchen, die von dem US-Amerikaner Leo Gerstenzang erfunden wurden, unter dem Namen Q-tips vertrieben, wobei das Eigentum an den Markenrechten regional variiert (z. B. in Deutschland die W. Pelz GmbH & Co. KG, Wahlstedt und in den USA der niederländische Unilever-Konzern). Das „Q“ steht für Quality (englisch quality ‚Qualität‘) und „tips“ für die Enden aus Kunststoff- oder Baumwollwatte (englisch tip ‚Spitze, Ende‘). Dieser Name hat sich im Englischen für Wattestäbchen allgemein eingebürgert. Es gibt aber auch andere Hersteller und Marken.
Die Stäbchen sind meist aus Kunststoff oder Papier und seltener aus Holz gefertigt. Die Watte ist oft aus Kunststoff, manchmal aus Baumwolle.
Im medizinischen Bereich werden Wattestäbchen gelegentlich „von Hand“ hergestellt: Um ein Stäbchen aus Stahl mit angerauter Spitze („Watteträger“) wird Watte gewickelt. Der Vorteil liegt in der variablen Größe des Wattepolsters. Für Wattestäbchen besteht zwar eine Normung, diese hat aber nur empfehlenden, keinen bindenden Charakter.

## Verwendung
Wattestäbchen werden für die Schönheits- und Säuglingspflege oder zum Schminken, etwa für den Lidschatten, eingesetzt. In der Technik werden Wattestäbchen zu Reinigungszwecken (oft mit Flüssigkeiten wie Alkohol oder Wasser) eingesetzt, typisch z. B. bei Tintenstrahldruckern.

## Schädlichkeit im Ohr
Ein Wattestäbchen ist kein Ohrenreiniger. Trotz entsprechender Warnhinweise werden handelsübliche Wattestäbchen nach wie vor von vielen Menschen zur Entfernung des Ohrenschmalzes in den Gehörgängen eingesetzt. Stattdessen kann dabei das Schmalz jedoch tiefer in das Ohr gedrückt werden und dort zu einem Ohrschmalzpfropfen verhärten, der unter Umständen Druck auf das Trommelfell ausübt und zu Schwerhörigkeit führt. Viele Nutzer verspüren bei den Bewegungen des Stäbchens ein angenehmes Gefühl, weil der Vagusnerv stimuliert wird, was diese bedenkliche Anwendung verstärkt. Zur Gehörgangsreinigung reicht es stattdessen, die Ohren mit klarem Wasser auszuspülen, z. B. beim Duschen oder mit einer Ohrenspritze.

## Abstrich
Als sogenannte Abstrichbestecke eignen sich sterile, eigens für diesen Zweck hergestellte und einzeln verpackte Wattetupfer zum Abstrich von Speichelproben, etwa zur Bestimmung des genetischen Fingerabdrucks bei DNA-Reihenuntersuchungen. Der Einsatz von Wattestäbchen bei kriminalistischen Untersuchungen, insbesondere sensiblen Untersuchungen bei Gentests, kann bei herstellungsbedingten Verunreinigungen zu Ermittlungsfehlern führen. Der bekannte Fall ist das sogenannte Heilbronner Phantom. Da eine einfache Sterilisation nicht ausreicht, um DNS-Reste zu vernichten, wird eine Behandlung mit Ethylenoxid oder ein Abgleich der DNS aller im Herstellungsprozess beteiligten Personen empfohlen.

## Umweltschutz und rechtliche Situation
Im Dezember 2018 wurde im EU-Parlament eine Richtlinie beschlossen, nach der Plastik-Einwegprodukte, zu denen auch Wattestäbchen aus Plastik zählen, ab 2021 in der Europäischen Union aus Umweltschutzgründen nicht mehr erlaubt sind (siehe hierzu: Richtlinie (EU) 2019/904 (Einwegkunststoff-Richtlinie)). Seitdem wird der ehemals aus Kunststoff bestehende Schaft des Wattestäbchens zumeist aus Papier, aber auch aus Bambus hergestellt.